# Siebzehn gewinnt
Siebzehn gewinnt ist ein einfaches Würfelspiel mit einem einzelnen Würfel und einem Würfelbecher für beliebig viele Mitspieler.

## Spielweise

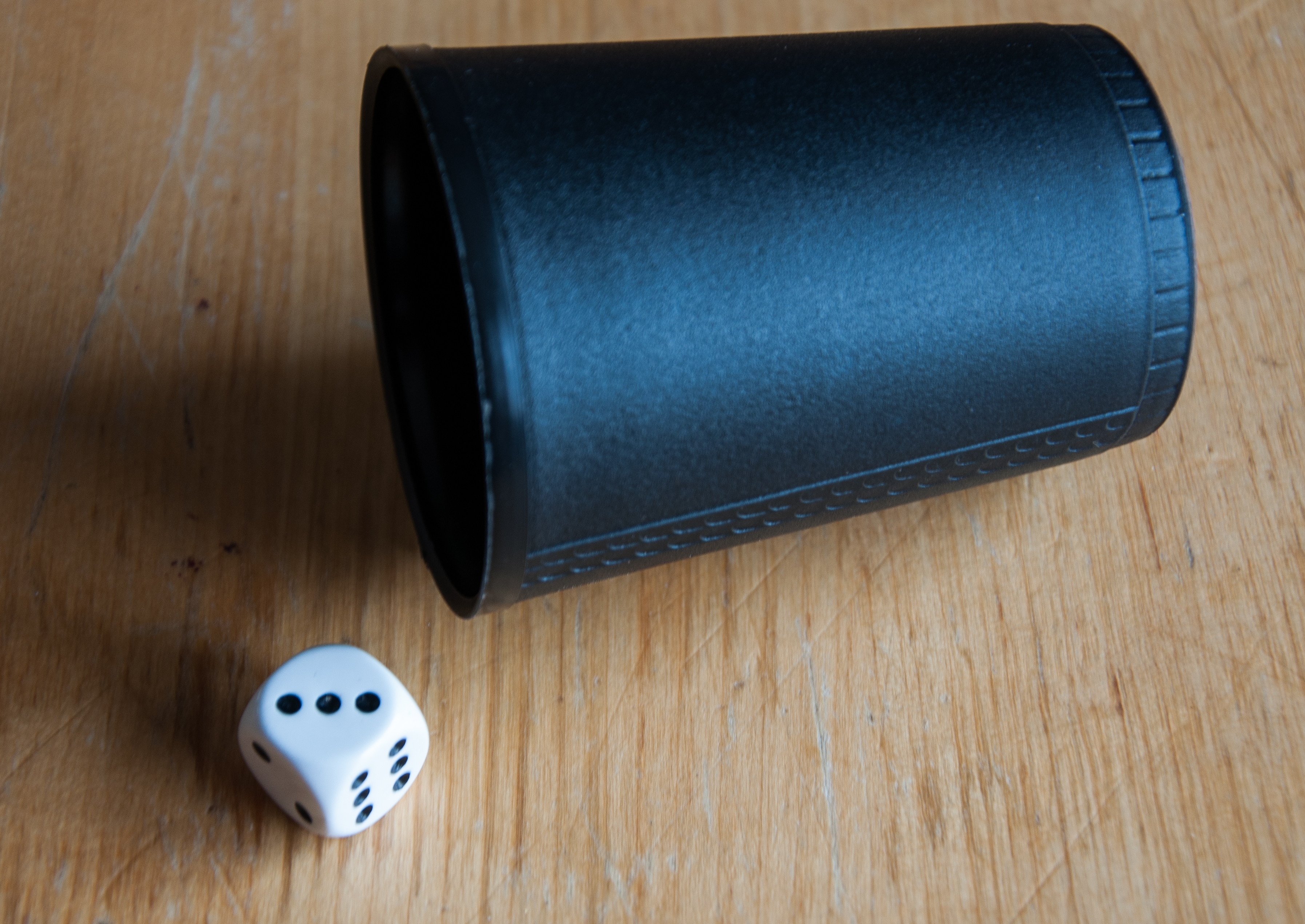
Siebzehn gewinnt wird mit einem einzelnen Würfel und Würfelbecher gespielt.

Das Spiel wird reihum gespielt. Jeder Spieler würfelt einmal und die Augenzahlen aller Würfel werden zusammengezählt, dabei darf die Summe von 17 Punkten nicht überschritten werden. Würde ein Spieler mit seinem Wurf über die 17 kommen, wird der Wurf nicht gezählt und der nächste Spieler ist an der Reihe. Gewinner ist der Spieler, der genau die 17 erreicht.
In einer Variante darf die 17 überschritten werden, danach werden die Würfe jedoch abgezogen, bis die 17 wieder erreicht oder unterschritten wurde, im letzten Fall wird danach erneut addiert. Auch hier gewinnt der Spieler, der zuerst die 17 erreicht.

## Belege
1. 1 2 3  „Siebzehn gewinnt“ In: Erhard Gorys: Das Buch der Spiele. Manfred Pawlak Verlagsgesellschaft, Herrsching o. J.; S. 402.